# ونتهن
ونتهن (به فرانسوی: Venthon) یک کمون در فرانسه است که در Canton of Albertville-Nord واقع شده‌است.

## خصوصیات
ونتهن ۲٫۵ کیلومترمربع مساحت و ۶۴۴ نفر جمعیت دارد.